# 레네 라르센
레네 라르센(덴마크어: Lene Larsen, 1945년 9월 3일 ~ )은 덴마크의 배우이다.

## 주요 출연 작품

### 영화
- 《붉은 루비》 (Den røde rubin, 1969년)
- 《타르 다루는 사람》 (Tjærehandleren, 1971년)
- 《친애하는 이레네》 (Kære Irene, 1971년)
- 《스바네고르덴의 남자》 (Manden på Svanegården, 1972년)
- 《다시 한번 아말리》 (På'en igen Amalie, 1973년)
- 《겨울 아이》 (Vinterbørn, 1978년)
- 《쿠르트와 발데》 (Kurt og Valde, 1983년)

### 텔레비전 드라마
- 《크리스티안스하운의 집》 (Huset på Christianshavn, 1970년 ~ 1977년)
- 《마타도어》 (Matador, 1978년 ~ 1981년)